# Ján Šlosiarik
Ján Šlosiarik (* 8. února 1940) je bývalý slovenský fotbalista, levý obránce.

## Fotbalová kariéra
V československé lize hrál za Slovan Bratislava a Lokomotívu Košice. Nastoupil ve 255 ligových utkáních a dal 7 ligových gólů. Za juniorskou reprezentaci nastoupil v 6 utkáních. V Poháru vítězů pohárů nastoupil ve 3 utkáních.

## Ligová bilance
| Ročník                                     | Zápasy | Góly | Klub              |
| ------------------------------------------ | ------ | ---- | ----------------- |
| 1. československá fotbalová liga 1962/1963 | 15     | 0    | Slovan Bratislava |
| 1. československá fotbalová liga 1963/1964 | 15     | 0    | Slovan Bratislava |
| 1. československá fotbalová liga 1964/1965 | 10     | 0    | Slovan Bratislava |
| 1. československá fotbalová liga 1965/1966 | 12     | 0    | Slovan Bratislava |
| 1. československá fotbalová liga 1965/1966 | 13     | 0    | Lokomotíva Košice |
| 1. československá fotbalová liga 1966/1967 | 24     | 0    | Lokomotíva Košice |
| 1. československá fotbalová liga 1967/1968 | 26     | 0    | Lokomotíva Košice |
| 1. československá fotbalová liga 1968/1969 | 26     | 1    | Lokomotíva Košice |
| 1. československá fotbalová liga 1969/1970 | 30     | 1    | Lokomotíva Košice |
| 1. československá fotbalová liga 1970/1971 | 30     | 2    | Lokomotíva Košice |
| 1. československá fotbalová liga 1971/1972 | 25     | 3    | Lokomotíva Košice |
| 1. československá fotbalová liga 1972/1973 | 15     | 0    | Lokomotíva Košice |
| 1. československá fotbalová liga 1973/1974 | 14     | 0    | Lokomotíva Košice |
| CELKEM                                     | 255    | 7    |                   |